# Drie Gebroeders (Surinamerivier)
De Drie Gebroeders is een voormalige suikerplantage aan de Surinamerivier in de kolonie Suriname.

## Locatie
De plantage was gelegen in het (huidige) district Commewijne, in het opvaren van de Surinamerivier ter rechterzijde, grenzend stroomopwaarts aan koffieplantage Heystvliet, stroomafwaarts aan houtplantage Porto-Bello en Pina-Pina, welke houtgrond in 1831 reeds was vervallen aan de Drie Gebroeders. 
In 1737 was plantage de Drie Gebroeders 1.000 Surinaamse akkers groot, ongeveer 430 hectare. Het bebouwde areaal varieerde door de tijd. In 1829 bijvoorbeeld was het 700 akkers. 
In 1858 beschikte de plantage over een stoomgedreven suikermolen. Er waren op dat moment 257 niet-vrije bewoners, waarvan 118 van het mannelijke en 139 van het vrouwelijke geslacht.
Op de Drie Gebroeders werd aldoor suikerriet verbouwd en verwerkt.

## Eigendomssituaties
(naar jaar)
- 1737: Samuel Uz. d'Avilar
- 1770: erven Davilaer
- 1793-1795: M.P. Vermeulen, G.H. de Wilde
- 1819: boedel J. de la Parra (onverdeelde erfenis)
- 1824: boedel de la Parra en boedel S. Abendanon
- 1826: boedel S. Abendanon
- 1827: boedel J. de la Parra en Boedel S. Abendanon.
- 1830: E.v. Emden, n.u, S.H. de la Parra, G.J de la Parra en boedel S. Abendanon.
- 1831: E.v. Emden, n.u., S.H. de la Parra en G.S. de la Parra.
- 1863: Abigaël Joseph de la Parra, echtgenote van Egbert van Emden uit Paramaribo

## Emancipatie
Bij de afschaffing van de slavernij in Suriname in 1863 werden op plantage de Drie Gebroeders 243 slaven vrijgemaakt, waarbij 81 nieuwe familienamen werden geboekstaafd, te weten: 
Alfreds, Amden, Ams, Amstel, Ande, Anjus, Asalia, Bendanon, Bennagel, Bierse, Bommel, Bonapart, Bos, Dake, Dank, Deberg, Debrug, Defares, Depara, Dewijk, Dort, Dulop, Dijk, Eerhart, Ensberg, Ernst, Feters, Frankfort, Fridries, Geduld, Gelder, Graaf, Kanters, Klip, Klis, Klomp, Lams, Landers, Leek, De Leks, Lina, Luks, Mare, Mars, Meerten, Mirta, Morees, Morel, Muntman, Napoleon, Nits, Nooten, Nortan, Oldburg, Pepers, Pieters, Pit, Present, Reesen, Roet, Ronde, Ryse, Santen, Schalker, Scheik, Schuit, Straaten, Sijp, Tak, Talk, Teers, Tevreden, Tring, Tulp, Vanoten, Vieren, Welson, De Wilde, IJwoud, Zechiel, en Van Zeelen.